# セラ・ギャンブル
セラ・ギャンブル（Sera Gamble）は、アメリカ合衆国のテレビ脚本家、プロデューサー。The CW系列のテレビシリーズ『スーパーナチュラル』の仕事で知られる。

## 来歴
セラ・ギャンブルは、UCLAの演劇・映画・テレビ学部（en:UCLA School of Theater, Film and Television）を卒業。映画やテレビの世界に入る前、舞台版『Will Strip for Food』のロサンゼルス公演およびダブリン（アイルランド）公演に出演した。『Eve of Paradise』（脚本・監督：ラエル・タッカー）では、製作と出演を兼任。また、『The Clay Man』という短編映画（監督：ラエル・タッカー）では、脚本と出演を兼任した。
2003年、『プロジェクト・グリーンライト』（en:Project Greenlight）の第2シーズンで最終選考に残ったことが、彼女のハリウッド業界入りのきっかけとなった。
2005年、『スーパーナチュラル』の脚本家兼ストーリー・エディターとして雇われた。また、ABC系列の短命番組『Eyes』（ティム・デイリー主演）の脚本も担当した。
『Very Hot Jews』というブログの共同執筆者でもある。

## 『スーパーナチュラル』における役割
セラ・ギャンブルは、『スーパーナチュラル』にシーズン1から参加しており、20本以上の脚本を手がけている。原案・脚本・ショーランナーのエリック・クリプキがシーズン5限りで降板することになり、その後継者に選ばれた。ギャンブルはシーズン6とシーズン7を通して製作総指揮・ショーランナーを務めた。シーズン7終了後、The CW系列の「他の新番組企画に集中する」という理由で降板した。
彼女の後継者には、『スーパーナチュラル』にシーズン3からシーズン5にかけて脚本家として参加していたジェレミー・カーヴァー（『Being Human』の共同原案者・製作総指揮）が選ばれた。